# Konrad Waldkirch
Konrad (von) Waldkirch oder Conrad Waldkirch (* 15. Mai 1549 in Schaffhausen; † um 1615) war ein Schweizer Drucker und Verleger in Basel.

## Leben
Konrad Waldkirch stammte aus dem vornehmen Schaffhauser Geschlecht Waldkirch. In Basel ging er zu dem Drucker Pietro Perna in die Lehre. 1580 wurde er Bürger von Basel und Mitglied der Safranzunft, 1581 heiratete er Laura, die Tochter seines Lehrmeisters. Nachdem 1582 Perna und wenige Tage später auch Laura an der Pest gestorben waren, übernahm er dessen Verlag, im folgenden Jahr verheiratete er sich wieder. 1591/92 druckte er in Schaffhausen, danach wieder in Basel.
Waldkirchs Geschäft gehörte zu den grossen Basler Offizinen, sein Programm war vielfältig, und Waldkirch unterhielt weitgespannte Beziehungen; als sein Neffe Heinrich Waldkirch 1598 in Kopenhagen eine Druckerei eröffnete, belieferte er ihn mit Schriften. Seine Produktion umfasst rund tausend Drucke, davon waren allerdings etwa zwei Drittel Dissertationen und andere schmale Universitätsschriften. Zu seinen umfangreichen Werken gehört Johann Husers grosse Paracelsus-Ausgabe in zehn Bänden, deren Text für viele Schriften des berühmten Arztes bis heute grundlegend geblieben ist. Wichtig wurden für Waldkirch auch hebräische und jiddische Drucke (ca. 69 Titel): Johann Buxtorf der Ältere zum Beispiel brachte seine Werke bei ihm heraus. Doch produzierte er nicht nur für christliche Hebraisten, sondern auch für ein jüdisches Publikum.
Waldkirchs Druckerei wurde 1615 von den Erben an Ludwig König verkauft; ob der Drucker in diesem Jahr gestorben ist oder schon etwas früher, ist nicht bekannt.